# 小行星137924
(137924) 2000 BD19 (也可以寫成2000 BD19) 是已被賦與序號的小行星中近日點最接近太陽的 (0.092AU，水星軌道半徑的38%)。還有高離心率，不僅使2000 BD19非常靠近太陽，也會相對的遠離太陽。他也是第三大的阿登型小行星，並且是阿登型小行星中的小集團火星掠過者的成員。它的軌道元素表示這可能是顆熄火彗星，在很久以前曾經有過彗星活動。
2000 BD19是LINEAR在2000年1月發現的，並且很快就被確認是一顆存在於1997年2月10日的帕羅馬乾板上的DANEOPS。這使它的軌道可以很精密的被測定，因此再次比對出2001年2月27日和2002年1月21日的影像。它的發現，擊敗了1995 CR最接近太陽的近日點和離心率最高的阿登型小行星兩項紀錄。
估計2000 BD19的表面溫度在近日點時可以達到～920 K，足以使鉛和鋅融化，而且可能連鋁都會融化。因為2000 BD19是如此的靠近太陽，因此被認為是測試愛因斯坦相對論的最佳候選者之一。